# Gibuti
Il Gibuti, ufficialmente Repubblica di Gibuti (in arabo جمهورية جيبوتي‎?; in francese République de Djibouti), è uno Stato dell'Africa orientale posto all'estremità meridionale del Mar Rosso, presso lo stretto di Bab el-Mandeb, ed è situato nel Corno d'Africa. Il Gibuti confina con l'Eritrea a nord, l'Etiopia a ovest e a sud, con il Somaliland (stato non riconosciuto separatosi dalla Somalia) a sud-est. È bagnato dal Mar Rosso e dal Golfo di Aden. Lo Yemen, nella penisola araba, è a soli 30 km dalla costa del Gibuti.
La popolazione ammonta a circa 900 000 abitanti e ha una composizione multietnica, anche se con netta prevalenza di somali e afar. La religione predominante è l'islam, professato da oltre il 90% dei gibutiani. Ex-colonia francese, ha raggiunto l'indipendenza nel 1977. Le lingue ufficiali sono l'arabo e il francese.

## Storia

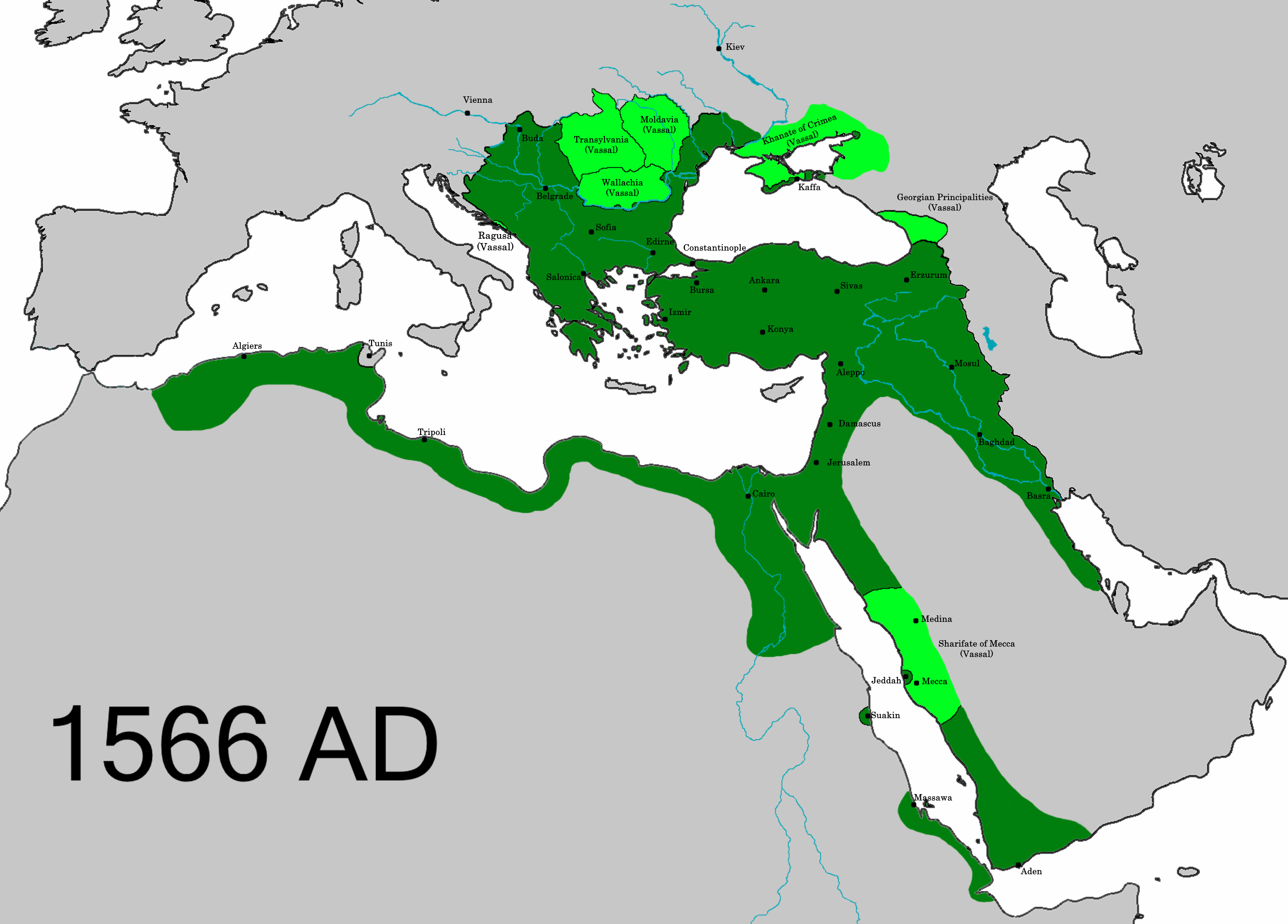
L'Eyalet ottomano nel 1566

Intorno all'825 d.C. l'islam si diffuse in una regione all'epoca utilizzata per far pascolare il bestiame da diverse tribù, fra cui gli Afar dell'Etiopia orientale e gli Issa della Somalia. I commercianti arabi controllarono la regione fino al XVI secolo. Dal 1577 al 1867 il Gibuti fece parte dell'Impero ottomano, all'interno della provincia dell'Eyalet d'Egitto.
Gli interessi francesi per la regione della costa dei Somali e dei Dancali risalgono al Secondo Impero. Il conte Stanislas Russell, un ufficiale navale, venne inviato in missione sul Mar Rosso nel 1857, e caldeggiò fortemente la necessità di stabilire una presenza nella regione in vista dell'imminente apertura del canale di Suez. L'unico risultato fu il prematuro ed effimero trattato di cessione alla Francia di Zula, città che poi verrà inglobata nell'Eritrea italiana. Nel 1856, tuttavia, M. Monge, vice-console francese a Zaila, acquistò Ambabo, e poco dopo Henri Lambert, console francese ad Aden, acquistò la città e il territorio di Obok. Lambert (che venne poi assassinato dagli arabi nel 1859) aveva il supporto del proprio governo che vedeva con allarme l'arrivo dei britannici nell'isola di Perim (1857) all'entrata del Mar Rosso. La cessione di Obok venne ratificata con il trattato dell'11 marzo 1862 tra il governo francese e vari capi Dancali.
Dal 1862 al 1894 la regione a nord del golfo di Tagiura, che allora veniva chiamata Obock, fu amministrata dai popoli Somali e dai sultani Afar, autorità locali con cui la Francia firmò alcuni trattati tra il 1883 e il 1887 per iniziare a ottenere il controllo della regione, soprattutto per controbilanciare la presenza britannica a Aden.
I sultani di Afar di Obock e Tagiura, che controllavano la zona sull'altro lato dello stretto di Bab el-Mandeb, la vendettero per 10 000 talleri ai francesi. Nel 1888 i francesi incominciarono a costruire la città di Gibuti sulla costa meridionale del Golfo di Tagiura, una regione abitata in prevalenza da somali. Iniziava così a prendere forma la Somalia francese e Gibuti divenne ben presto lo sbocco marittimo ufficiale dell'Etiopia. La ferrovia Gibuti-Addis Abeba, costruita dai francesi, fu estremamente importante per gli etiopi, sia dal punto di vista strategico sia da quello commerciale. Per anni vi fu di stanza la Legione straniera francese.
Nel 1894, Léonce Lagarde istituì l'amministrazione francese permanente nella città di Gibuti e rinominò la regione Somalia francese (Côte française des Somalis), nome ufficiale dal 1896 fino al 1967, quando venne rinominato Territoire Français des Afars et des Issas (TFAI) ("Territorio francese degli Afar e degli Issa").
Nel 1949 vi furono le prime dimostrazioni da parte degli Issa, che chiedevano la riunificazione delle terre somale in mano agli italiani, agli inglesi e ai francesi e l'espulsione di tutte le potenze coloniali. Gli Afar appoggiarono i francesi, che naturalmente li favorirono affidando il governo locale ad Ali Aref e altri afar. La maggioranza del 60% che nel 1967 si espresse a favore del governo francese fu in gran parte determinata dalla massiccia espulsione di somali dal Paese e dall'arresto dei leader dell'opposizione e provocò tumulti e sommosse popolari nella capitale. Le autorità coloniali si resero conto che qualcosa andava fatto e nel tentativo di sedare i manifestanti, cambiarono il nome della colonia in Territorio francese degli Afar e degli Issa. Ma il Paese era ormai diventato un vespaio e nei primi anni settanta venne attaccato dal Fronte di Liberazione della Costa Somala, cui avevano aderito molti degli espulsi dalla colonia.
In seguito a ulteriori dimostrazioni a sostegno dell'opposizione, nel 1976 Ali Aref fu costretto a dare le dimissioni e con grande riluttanza l'anno seguente, il 27 giugno 1977, la Francia concesse a Gibuti l'indipendenza. Le prime elezioni decretarono la vittoria del RPP e Hassan Gouled Aptidon, capo del partito, divenne il nuovo presidente. Gibuti è stata l'ultima colonia francese nel continente africano a ottenere l'indipendenza.
Nei primi anni novanta si è scatenata una guerra civile fomentata dagli afar, che è terminata grazie all'accordo di pace raggiunto nel 1994. La pace durò poco, perché in seguito all'arresto e alla messa in detenzione di diversi esponenti dell'opposizione politica da parte del presidente Hassan Gouled Aptidon, nel 1996 riprese il conflitto tra le due fazioni politiche. Hassan Gouled Aptidon rimase in carica fino al 1999 anno in cui fu sconfitto alle elezioni da Ismail Omar Guelleh.
Il 7 dicembre del 2000 una fazione delle forze di polizia, a seguito del licenziamento del comandante generale dell'arma, tentò, fallendo, un colpo di stato.
Nel 2001 il governo del Gibuti ha concesso l'ex base militare francese di Camp Lemonnier al comando centrale USA (United States Central Command) per le operazioni della Combined Joint Task Force - Horn of Africa (CJTF-HOA) nel contesto dell'Operazione Enduring Freedom - Corno d'Africa. Nel 2009 il comando è stato trasferito ad AFRICOM.

## Geografia

### Morfologia
Il paese occupa una zona strategica nel corno d'Africa vista la vicinanza delle coste gibutiane alla penisola arabica.
La costa, punteggiata per molti chilometri da barriere coralline, si incunea profondamente nel golfo di Tagiura, venendo quasi a toccare la depressione dove si trova il lago Assal.
Nel nord, in corrispondenza con il confine con Etiopia ed Eritrea, si trova Moussa Ali che con i suoi 2 063 metri è il rilievo montuoso più alto del paese.
In generale la morfologia del territorio è irregolare: a cime che raggiungono i 2000 m s.l.m. si alternano profonde depressioni.
Poiché il clima è caldo e secco, non vi sono fiumi permanenti, ma solo alcuni wadi (al plurale widyan), e la vegetazione è composta da steppe e rade boscaglie.
Il 90% circa del territorio è coperto dal deserto.

### Idrografia
Ci sono dei fiumi, ma non riescono a sfociare in mare a causa del clima caldo e secco che contribuisce al loro prematuro prosciugamento.
Al confine con l'Etiopia vi è il lago Abbe, bacino endoreico salato di 450 km² dei quali circa il 75% di specchio d'acqua e il 25% ridotto a deserto salino.

### Clima
Il clima è caldo e secco soprattutto nella capitale e nelle località non montuose.
La temperatura varia tra 20 °C a 49 °C all'ombra. I mesi più caldi sono da maggio ad agosto, (35-49 °C) circa. Negli altri mesi da settembre ad aprile si registra una temperatura tra 42 °C e 35 °C circa.

## Popolazione

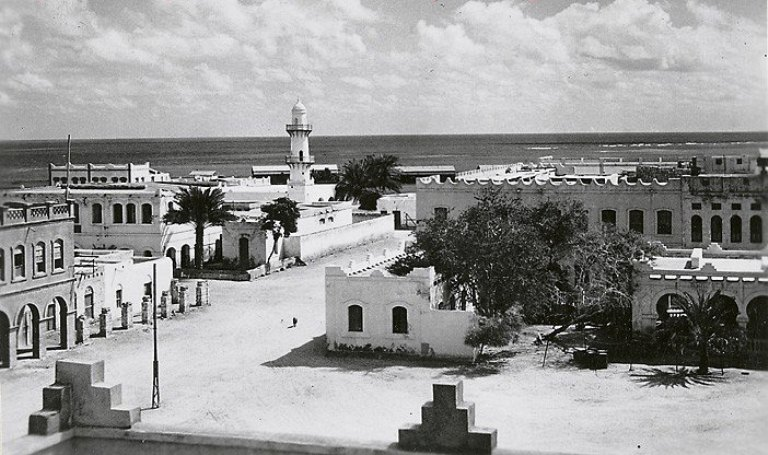
La città di Gibuti

### Demografia
Secondo una stima del 2013 Gibuti ha una popolazione totale di 792 198 abitanti, di cui il 76% vive in centri urbani e il resto si dedica alla pastorizia. La popolazione è in costante e pronunciato aumento, con un tasso di crescita superiore al 2% annuo. Inoltre la popolazione è concentrata soprattutto nella capitale, che nel 2012 ha raggiunto i 600 000 abitanti, circa i tre quarti di quelli complessivi. Nonostante la capitale sia intensamente abitata si registra una bassa densità di popolazione (37,2 ab./km²) dovuta al territorio vasto e spesso inospitale.

### Etnie
I due principali gruppi etnici del Paese sono i somali (60%), quasi tutti del clan degli issa, e gli afar (35%). Il resto della popolazione è composto da esigue minoranze di origine araba, etiope ed europea, quest'ultima per lo più francese e italiana.

### Lingue
Le lingue ufficiali del Gibuti sono l'arabo e il francese. L'arabo ha grande importanza sociale, culturale e religiosa dato che il paese ha una consolidata tradizione islamica; il francese, prodotto del periodo coloniale, è soprattutto la lingua utilizzata nell'istruzione. Anche se molto diffuse e parlate come prima lingua dalle rispettive etnie non godono di ufficialità, il somalo presso gli issa e l'afar presso l'omonima popolazione; entrambe sono lingue cuscite.

### Religioni

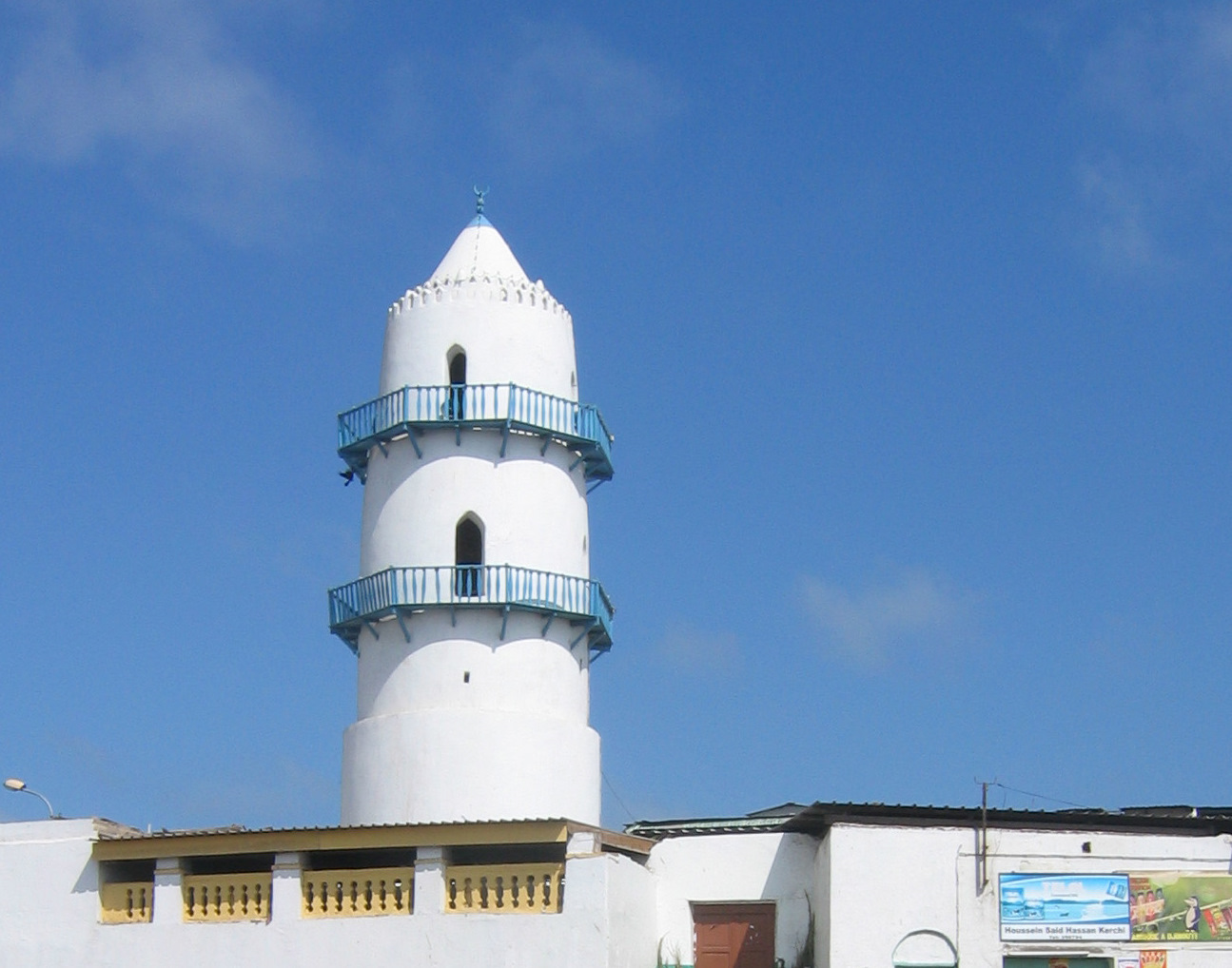
Moschea nella città di Gibuti

Il 94% della popolazione è di religione islamica, mentre il restante 6% professa il Cristianesimo nelle sue varie forme; i cattolici sono circa 7 000 (vedi Chiesa cattolica in Gibuti).
La divisione religiosa della popolazione ha origine in quella etnica. Infatti a praticare l'islam sono i somali, gli Afar e la minoranza araba, invece la religione cristiana è professata quasi soltanto da etiopi ed europei, il cui ammontare sulla popolazione totale è infatti di poco inferiore al 6% di cristiani gibutiani.
La Costituzione dichiara l'islam religione di Stato, ma al contempo riconosce espressamente la libertà religiosa e l'uguaglianza dei cittadini indipendentemente dalla loro confessione religiosa. La professione di fedi diverse da quella islamica è tollerata e i rapporti tra le comunità religiose sono pacifici. Tuttavia l'opera di proselitismo cristiano verso i musulmani non è consentita, e il Codice del diritto di famiglia vieta alle donne di sposare uomini che non siano musulmani. Legalmente, i musulmani hanno il diritto di sposare donne di altre fedi e convertirsi ad altre religioni, ma non lo fanno quasi mai. In particolare gli islamici non si convertono o hanno paura di farlo per paura delle possibili reazioni delle proprie famiglie o clan, o comunque di essere perseguitati. Le pressioni sui convertiti perché tornino all'islam spesso sono forti.

## Ordinamento dello Stato
Il Gibuti è una repubblica di tipo semipresidenziale in cui il potere esecutivo è conferito al governo, guidato dal Presidente della Repubblica. Il Presidente è il Capo dello Stato e il Comandante in Capo delle Forze Armate, e condivide il potere esecutivo con il Primo Ministro da lui nominato, che presiede il Consiglio dei Ministri.
Il potere legislativo è attribuito a un Parlamento monocamerale, l'Assemblea Nazionale (prima denominata Camera dei deputati), composta da 65 membri che sono eletti a suffragio universale diretto.
Dal 1999 il Presidente della Repubblica è Ismail Omar Guelleh, mentre il Primo Ministro è dal 2013 Abdoulkader Kamil Mohamed; il primo appartiene al clan somalo degli Issa, il secondo all'etnia Afar. La Costituzione di Gibuti (Constitution djiboutienne de 1992) è stata promulgata il 15 settembre 1992.
Il partito dominante sulla scena politica del paese è il Raggruppamento Popolare per il Progresso, formazione politica che detiene il governo dal 1977, anno dell'indipendenza.

### Suddivisioni amministrative

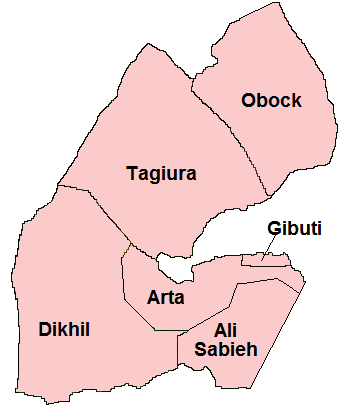
Le regioni di Gibuti

Come primo livello amministrativo Gibuti è diviso in cinque regioni amministrative e una città; infatti la capitale, Gibuti, ha uno status autonomo.
Le regioni di Gibuti sono:
- Ali Sabieh
- Arta
- Dikhil
- Obock
- Tagiura

Come secondo livello amministrativo sono state creati 11 distretti, alcuni dei quali compresi in diverse regioni.

### Città principali
L'unica città di grandi dimensioni è la capitale Gibuti, che con i suoi oltre 600 000 abitanti assorbe circa i 3/4 della popolazione totale del paese. Le uniche altre città degne di nota sono i capoluoghi omonimi delle 5 regioni sopra elencate, tutti comunque ben al di sotto dei 100 000 abitanti. Di una certa dimensione è Ali Sabieh, seconda città del paese con più di 20 000 abitanti.

### Sistema sanitario
Il sistema sanitario gibutiano è in condizioni precarie, benché abbia registrato negli ultimi anni alcuni significativi progressi. Il Gibuti spende in media ogni anno il 7% del PIL nella sanità.
L'aspettativa di vita è di 62 anni, 59 per gli uomini 64 per le donne; la mortalità infantile, in costante diminuzione, si attesta al 2010 sui 53 morti ogni 1 000 nati vivi.
La malaria e la tubercolosi sono endemiche e il contrasto a queste malattie è il primo obiettivo del governo in materia sanitaria. L'AIDS non è diffuso in misura allarmante, ma comunque è un problema abbastanza serio, in quanto colpisce più del 2% della popolazione adulta.
Il vero problema è la scarsa diffusione del sistema sanitario sul territorio: il Gibuti ha meno di un medico e un solo letto negli ospedali ogni 1 000 abitanti. Ciò è dovuto al fatto che la sanità non è riuscita a svilupparsi tenendosi al passo con la tumultuosa e continua crescita della popolazione.

### Istruzione
L'istruzione è la priorità del governo gibutiano, che nel 2009 ha speso il 20,5% delle sue risorse per il sistema scolastico.
Al momento dell'indipendenza il sistema educativo gibutiano era ancora quello coloniale introdotto dalla Francia, elitario e rivolto a una base ristretta di studenti.
Dalla fine degli anni 1990 il governo ha iniziato a riformare l'ordinamento scolastico e universitario per modernizzarlo ed estenderlo quanto più possibile a tutto il paese. La legge che ha introdotto il nuovo sistema scolastico è stata approvata dal Parlamento nell'agosto 2000, e prevede 5 anni di scuola primaria, 4 di scuola media e 3 di scuole superiori.
Inoltre la legge ha individuato le zone maggiormente bisognose di un miglioramento del sistema educativo, stabilendo anche le strategie da adottare per risolverne i problemi.
I risultati della riforma sono stati decisamente buoni: i livelli di iscrizioni scolastiche e frequenza sono aumentati nel primo decennio del Duemila, e il tasso di alfabetizzazione raggiunge attualmente il 70%, ottimo dato per un paese sottosviluppato.
Il governo si è anche concentrato sullo sviluppo delle infrastrutture e sulla fornitura di materiale didattico, costruendo nuove scuole e distribuendo un maggior numero di libri di testo. Ancora oggi il francese è la principale lingua utilizzata nell'istruzione.
La principale università del paese è l'Università di Gibuti, istituita il 7 gennaio 2006.

### Forze armate

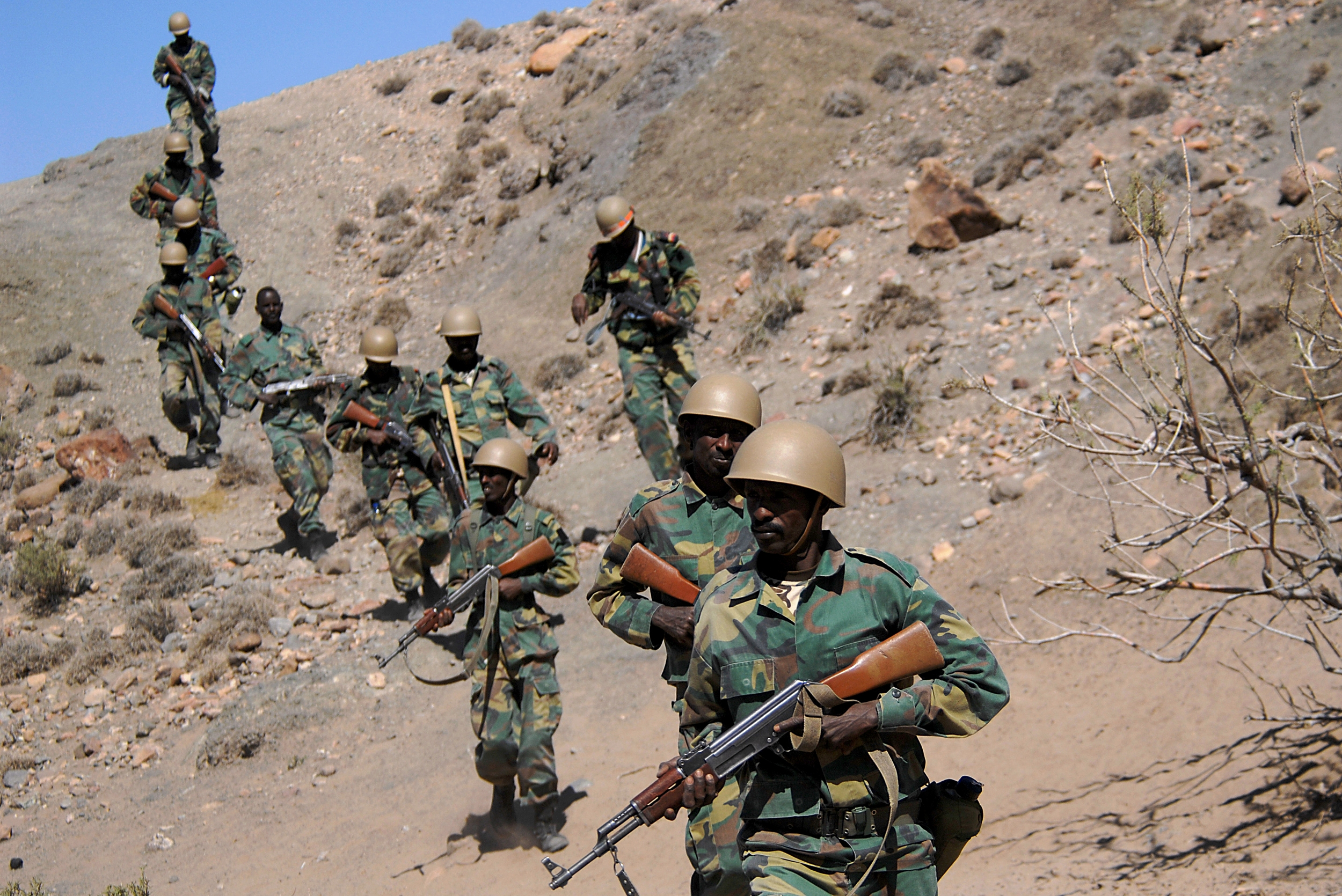
Soldati del Gibuti durante un'esercitazione nel 2008

Il Gibuti ha proprie forze armate, che si dividono in quattro branche: Esercito, Marina, Aeronautica e Gendarmeria Nazionale. Nel complesso, il personale delle Forze Armate ammonta a 10 000 unità.
Il primo conflitto combattuto dalle truppe del paese è stata la guerra civile gibutiana tra il governo centrale, retto dal clan somalo degli Issa e supportato dalla Francia, e il Fronte per la Restaurazione dell'Unità e della Democrazia (FRUD), rappresentativo dell'etnia Afar, la seconda del paese, fino ad allora politicamente emarginata ed estromessa dal potere. La guerra iniziò nel 1991 e terminò nel 1994, anche se alcune frange ribelli più estremiste rimasero attive fino al 2001. La vittoria andò al governo, ma il FRUD comunque firmò con esso un accordo di pace, divenne un partito politico e da allora appoggia apertamente alle elezioni lo storico partito di governo degli Issa, la Lega Popolare per il Progresso.
L'altra guerra finora combattuta dalle forze del Gibuti è stata quella con l'Eritrea del 2008, in cui i due paesi si sono contesi la penisola di Ras Doumeira, striscia desertica al confine tra i due Stati, formalmente appartenente al Gibuti ma reclamata dall'Eritrea, e le isole Doumeira, situate poco al largo della penisola omonima. Militarmente nessuno dei due Stati è riuscito a prevalere, comunque l'Eritrea ha ritirato le proprie truppe da Ras Doumeira ed entrambe le parti hanno affidato la risoluzione della questione alla mediazione del Qatar, che attualmente mantiene in loco le sue forze di peacekeeping per monitorare la zona.

### Strutture militari
Per la sua posizione strategica sul territorio sono presenti diverse basi militari straniere, storicamente la più antica quella della Legione straniera francese. Oggi con la presenza totale di circa 10 000 soldati, la più consistente è quella degli Stati Uniti seguita da Francia, Giappone, Cina, Arabia Saudita. Dal 2013 si è insediata la prima base militare estera italiana Amedeo Guillet. Germania, Regno Unito e Spagna si appoggiano alle basi militari esistenti dei paesi alleati.

## Politica

### Politica interna

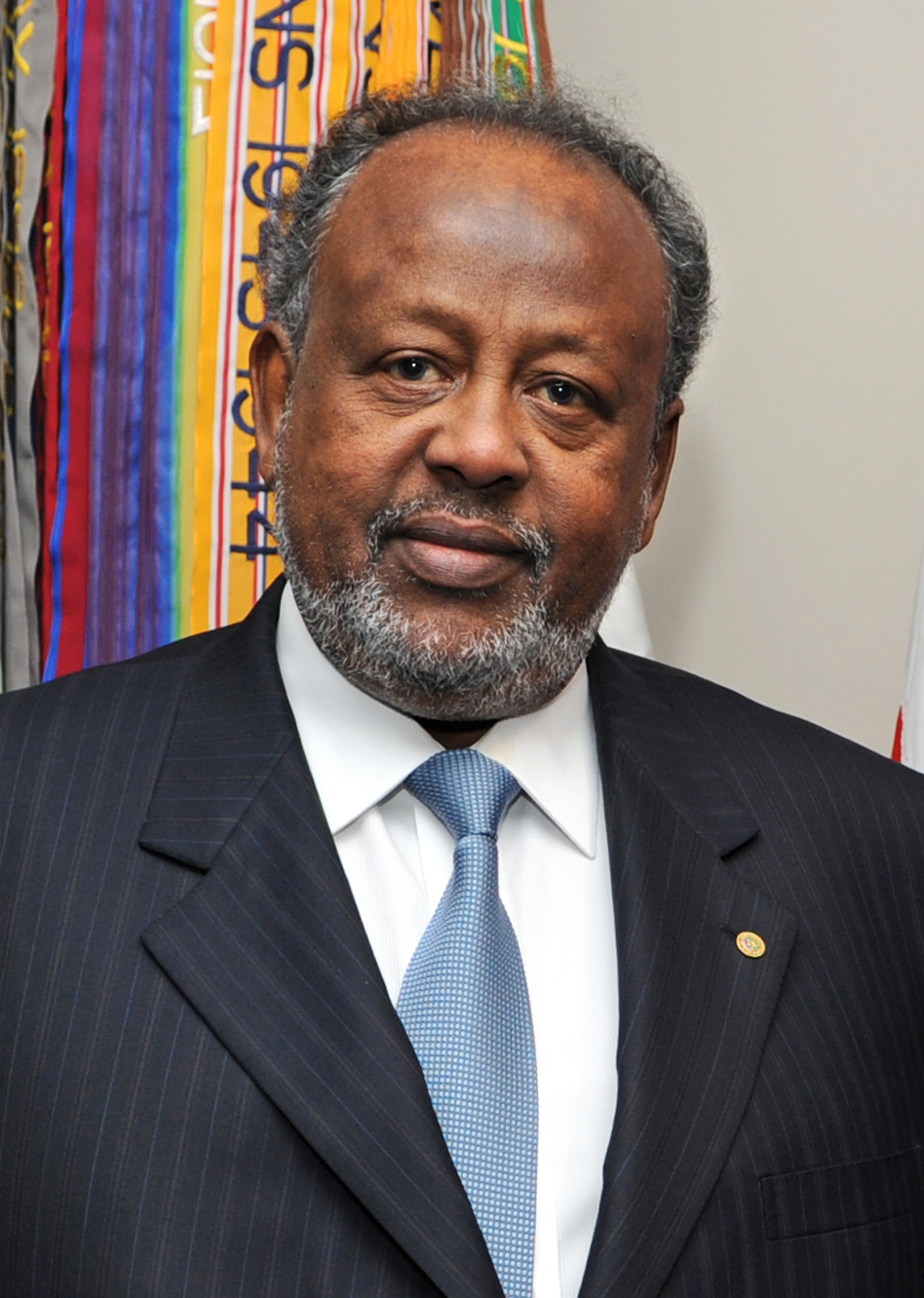
Il Presidente del Gibuti Ismail Omar Guelleh, in carica dal 1999

Il sistema politico gibutiano è da sempre dominato da un unico partito, il Raggruppamento Popolare per il Progresso (Rassemblement populaire pour le Progrès, abbreviato RPP) fondato nel 1979 da Hassan Gouled Aptidon, primo Presidente del Paese. Il partito è stato dal 1981 al 1992 l'unico legale nel paese, il che ne ha favorito il consolidamento. Ininterrottamente al potere dall'indipendenza, cioè dal 1977, Aptidon nel 1999 ha passato la mano a suo nipote Ismail Omar Guelleh, tuttora Presidente in carica.
Il RPP è egemonizzato dagli Issa e dagli altri clan somali che abitano il paese e ne costituiscono la maggioranza etnica; gode attualmente anche dell'appoggio del partito degli Afar, il Fronte per la Restaurazione dell'Unità e della Democrazia (FRUD).
Il partito controlla il governo e il Parlamento; esistono partiti d'opposizione, ai quali sono concesse alcune libertà, ma che hanno boicottato le elezioni del 2005 e del 2008 denunciando il controllo governativo sui media e le persecuzioni a danno dei propri candidati. Nelle elezioni del 2011 Guelleh è stato nuovamente riconfermato alle urne, conquistando l'80% dei voti. Ancora una volta l'opposizione ha boicottato le elezioni, peraltro giudicate dagli osservatori internazionali libere e pulite.
All'inizio del 2011 nel paese ha avuto luogo una serie di proteste contro Guelleh e il suo governo, nel clima della primavera araba. Le dimostrazioni, presto terminate, non hanno impedito la schiacciante vittoria elettorale di Guelleh pochi mesi dopo.
L'egemonia elettorale del RPP è stata riconfermata grazie alla modifica della costituzione gibutiana, che nel 2010 ha visto l'abolizione del limite massimo di due mandati per il Presidente del paese. Ciò ha permesso al Presidente uscente Guelleh, alla guida della repubblica dal 1999, di ottenere un nuovo successo alle elezioni presidenziali del 2016, nelle quali il presidente uscente ha ricevuto l'87% delle preferenze.
Le successive elezioni presidenziali del 2021 hanno visto la quinta riconferma di Guelleh e del RPP alla guida di Gibuti, con oltre il 97% di voti ricevuti. Anche in questo caso, la maggior parte dei partiti di opposizione ha deciso di non presentare alcun candidato, accusando Guelleh di governare tramite metodi dittatoriali.

### Politica estera
Il Gibuti fa parte dal 1977 dell'ONU, dell'Unione africana e della Lega araba.
Il Paese appartiene dal 1986 all'Autorità intergovernativa per lo sviluppo, organizzazione politico-commerciale formata dai paesi del Corno d'Africa che ha la sua sede proprio nella città di Gibuti.
Nonostante le piccole dimensioni, la scarsa popolazione e la modesta forza economica, Gibuti non ha rinunciato a giocare un ruolo attivo nello scenario politico del Corno d'Africa e, in misura minore, su quello internazionale.
Gibuti ha sempre mantenuto buone relazioni con l'Etiopia (e quindi con l'URSS fino al 1991), con la quale il piccolo paese intrattiene rapporti commerciali fondamentali per la propria economia.
Meno cordiali sono i rapporti con l'Eritrea. Nella guerra tra Eritrea ed Etiopia del 1998-2000 Gibuti non intervenne militarmente e non sostenne formalmente alcuna delle fazioni belligeranti, ma interruppe le relazioni diplomatiche con l'Eritrea per tutta la durata del conflitto, ristabilendole solo alla sua conclusione. Subito dopo la fine della guerra e il riallacciamento dei rapporti la situazione migliorò, ma nel 2008 Gibuti ed Eritrea sono stati brevemente in guerra per contendersi la penisola desertica di Ras Doumeira.
In quanto sede dell'IGAD, il Gibuti è stato coinvolto a più riprese nel processo di pace volto a porre fine alla guerra civile somala. La città gibutiana di Arta ha ospitato nel 2000 la conferenza di pace che ha dato vita al Governo Nazionale di Transizione somalo; inoltre il paese ha accolto tra il 2008 e il 2009 i colloqui tra il Governo Federale di Transizione e gli islamisti moderati dell'Alleanza per la Riliberazione della Somalia, finalizzati alla formazione, avvenuta poco dopo, di un governo di coalizione.
Il Gibuti nel 2011 è anche entrato a far parte dell'AMISOM e ha stretto relazioni di cooperazione con le istituzioni somale (da ricordare che il 60% dei gibutiani è di etnia somala). Nel 2012 è nato il Governo Federale della Somalia, e una delegazione di Gibuti ha assistito alla cerimonia di insediamento del nuovo Presidente Hassan Sheikh Mohamud.
Con l'ex madrepatria Francia il Gibuti ha fin dall'indipendenza accordi economico-militari che forniscono al paese assistenza in materia di sicurezza e sviluppo. I due paesi sono sempre stati in rapporti amichevoli; la Francia ha sempre avuto dall'indipendenza una presenza militare nella sua ex colonia e la mantiene tuttora.
Negli ultimi anni il Gibuti ha rafforzato sempre di più i propri stretti legami con gli Stati Uniti, che negli ultimi quindici anni sono stati i principali fornitori di aiuti al piccolo paese africano. Gli USA hanno attuato programmi di assistenza economica, umanitaria, sanitaria, militare e educativa. Parallelamente, il governo gibutiano è stato fin dagli anni novanta molto vicino agli Stati Uniti e ad altri paesi occidentali nel tentativo di ostacolare la diffusione del fondamentalismo islamico nel Corno d'Africa. Questo più deciso avvicinamento all'occidente è stato evidente nella prima guerra del Golfo e si è consolidato dopo gli attentati dell'11 settembre 2001, che hanno reso il paese alleato degli Stati uniti nella guerra al terrorismo. Il Gibuti ha permesso alle truppe statunitensi e di altri alleati occidentali di utilizzare il porto e l'aeroporto di Gibuti, e l'ex base della Legione straniera francese di Camp Lemonnier ospita dal 2002 i militari statunitensi. L'attuale Presidente Guelleh ha anch'egli sempre espresso posizioni molto forti contro il terrorismo di matrice islamista.
Il 23 ottobre 2013 viene inaugurata la prima base anti pirateria italiana a Gibuti, a difesa del traffico marittimo italiano; il fatto ha suscitato alcune polemiche in Italia, in quanto il suo finanziamento, legittimato dal decreto dell'ottobre 2012 denominato "Ulteriori misure per la crescita del Paese", sarebbe avvenuto senza che il Parlamento italiano fosse stato messo al corrente di tali intenzioni (l'accordo preliminare tra il Ministro degli Esteri di Gibuti Mahmoud Ali Youssouf e un rappresentante del Ministero della difesa italiano sulla costruzione di una base militare italiana in quella enclave del Corno d'Africa risale all'8 luglio 2012).

## Economia

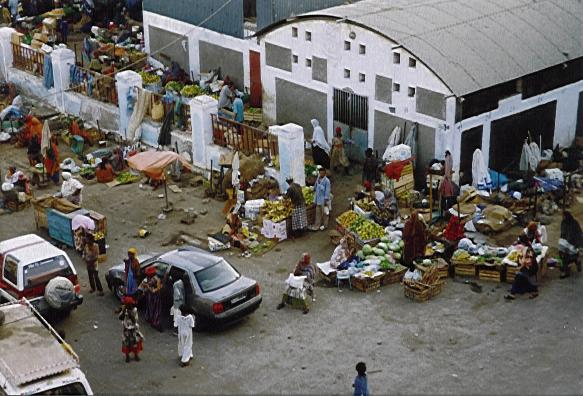
Mercato nel centro della città di Gibuti

Il Gibuti è un paese povero, con un indice di sviluppo umano su livelli bassi, denotanti la cattiva qualità della vita in cui versa la popolazione. Comunque l'economia ha registrato a partire dal XXI secolo una crescita stabile e considerevole, con un tasso di crescita del PIL del 4,8% nel 2012 e su livelli analoghi negli anni immediatamente precedenti. Il sistema economico-finanziario è riuscito a riprendersi velocemente dagli ingenti danni provocati dalla guerra civile all'inizio degli anni novanta.
Il PIL, a parità di potere d'acquisto, della repubblica ammonta nel 2012 a 2 354 milioni di dollari, corrispondenti a 2 648 dollari pro-capite, il più alto del Corno d'Africa.
La valuta nazionale è il franco gibutiano, emesso dalla Banca Centrale del Gibuti, autorità monetaria del Paese. Da quando è agganciato al dollaro statunitense, il franco gibutiano è una moneta stabile e l'inflazione è contenuta, con un tasso che si attesta a poco più del 4% nel 2012. Ciò ha contribuito ad attrarre investimenti nel Paese.
Nonostante i progressi degli ultimi anni le sfide economiche che il Gibuti ha di fronte sono ancora complesse: il Paese non è riuscito a creare tanti posti di lavoro quanti ne richiede la sua popolazione in continua e incontrollata crescita, con il risultato che la disoccupazione supera il 50%, uno dei livelli più alti al mondo, causa della povertà diffusa. Per contrastare la mancanza di lavoro e la miseria il governo cerca in tutti i modi di attrarre investimenti interni e stranieri.
L'economia gibutiana è quasi completamente concentrata nei servizi, il che sembrerebbe strano per un Paese povero. In realtà non è così se si considera che il Gibuti ha poche potenzialità agricole a causa del clima decisamente ostile alle coltivazioni, delle scarse precipitazioni e della natura desertica di quasi tutto il territorio. Nonostante la scarsità di terre coltivabili e sfruttabili per la pastorizia, una parte consistente della popolazione è occupata nell'allevamento di capre, pecore e bovini e nella coltura di datteri, frutta e ortaggi nelle oasi che si trovano sul territorio. L'allevamento si avvale di un variegato patrimonio zootecnico e vanta un certo sviluppo che lo rende il pilastro del settore primario.
Anche l'industria stenta a decollare, a causa della quasi completa mancanza di risorse naturali e la penuria di manodopera qualificata. Peraltro il settore secondario non è concentrato solo sull'industria moderna, ma anche sull'artigianato della pelle che alimenta un fiorente commercio.
Nel 2012 il settore primario contribuisce solo per il 3,2% alla formazione del PIL, e l'industria quasi per il 17%; il restante 80% del reddito nazionale è prodotto dal settore terziario, che come già detto è predominante nell'economia del Gibuti. Proprio a causa delle esigue produzioni agricole e industriali e del ridotto sviluppo dei relativi settori, il Gibuti esporta poco ed è costretto a importare quasi tutto, a partire dai prodotti agroalimentari. Conseguentemente, la bilancia commerciale è nettamente passiva.

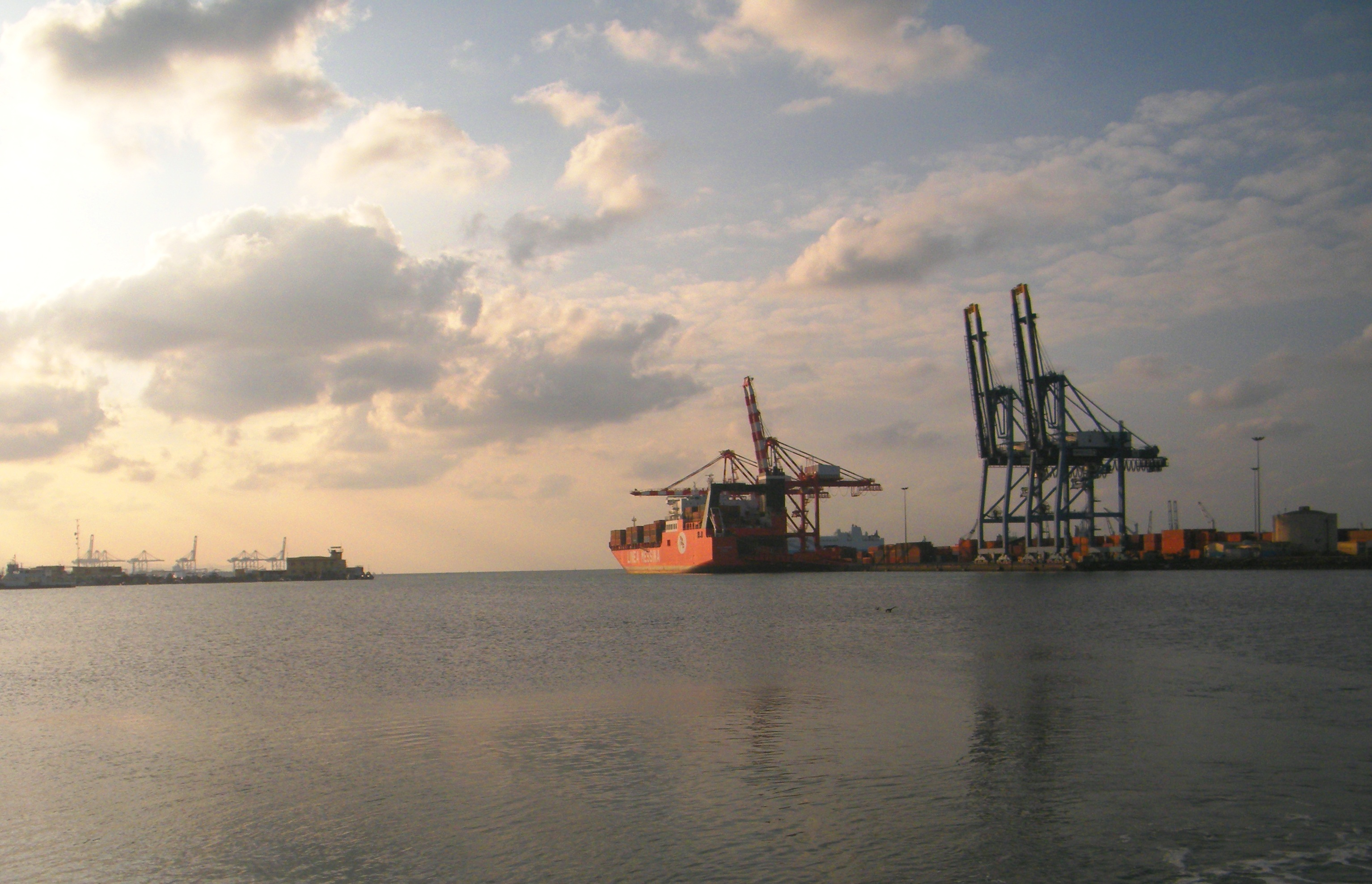
Il porto di Gibuti

Il Gibuti sfrutta la sua posizione strategica di punto di snodo tra il Mar Rosso e il Golfo di Aden, che rende il Paese un importante centro di traffici commerciali. Questa attività di transito commerciale è svolta soprattutto nel porto di Gibuti, che è il cuore economico della nazione. Il porto è anche un importante centro di rifornimento carburanti e di trasbordo per le navi..
Gran parte dell'economia nazionale dipende dal commercio con l'Etiopia lungo la ferrovia che collega Addis Abeba a Gibuti. I principali prodotti etiopici che sono veicolati all'estero lungo questa direttrice sono caffè, pellami e bovini. Il 70% dell'attività portuale di Gibuti, fondamentale per l'economia nazionale, è assorbita proprio dal transito delle merci etiopi, di cui il porto gibutiano è il principale sbocco marittimo.
Il Gibuti è considerato un paradiso fiscale. Il sistema fiscale italiano, col Decreto Ministeriale 04/05/1999, l'ha inserita tra gli Stati o Territori aventi un regime fiscale privilegiato, nella cosiddetta Lista nera, ponendo quindi limitazioni fiscali ai rapporti economico-commerciali che si intrattengono tra le aziende italiane e i soggetti ubicati in tale territorio.
Nel complesso si può dire che le attività finanziarie, portuali e commerciali siano il motore dell'economia del paese africano.

## Cultura

### Arte e musica
Tra gli artisti visivi si possono ricordare Djama Elmi God (1948-1996, si forma in Italia e rientra a Gibuti nel 1983 dove è l'autore dei francobolli postali nazionali della repubblica per dieci anni), Fouad Daoud Youssouf (nato nel 1961, consigliere pedagogico in scienze naturali e pittore autodidatta), Mouhoumed Mouhamed Houssein (pittore nato nel 1956, si forma in Ungheria), Nawal Awad (nata nel 1966, si diploma alla scuola d'arte di San Luca in Belgio ed è professore d'arte a Gibuti) e i fotografi Mohamed Abdallah Kayari, Assamo, Moussa Robleh Awalé, Ramadan Ali Ahmed, Houssein Assamo, Amin Mahamoud Ahmed, Abdourahman Issa. Nella musica Nima Djama, Dinkara, Neïma Moussa e Aïdarous.

### Letteratura
Nel campo della letteratura gli autori più noti sono Ali Moussa Iye, Chehem Mohamed Watta, Abdi Mohamed Farah, Abdourahman Ismaël, William Syad, Abdourahman Waberi, Idriss Youssouf Elmi, Daher Ahmed Farah. Nel teatro lavora Aïcha Mohamed Rebleh.

### Missioni spaziali
- 11 novembre 2023: viene lanciato Gibuti-1A[35], il primo satellite di Gibuti.

## Gastronomia
Piatto nazionale di Gibuti è lo Skudahkharis, e ancora da ricordare il Fah-fah, tipico stufato di Gibuti, ma sono presenti tanti altri piatti tradizionali .

## Sport
Come nella maggior parte dei paesi dell'Africa orientale, tra cui l'Etiopia, Kenya, Eritrea, lo sport più praticato è l'atletica leggera. Ahmed Salah è l'atleta più noto e premiato della storia del paese. Maratoneta di livello mondiale negli anni ottanta, Salah si aggiudicò la medaglia di bronzo della maratona dei Giochi olimpici di Seul 1988 vincendo così la prima medaglia olimpica in assoluto per Gibuti. Si ricorda poi il mezzofondista Ayanleh Souleiman, medaglia d'oro ai Campionati del mondo di atletica leggera indoor 2014.
Nonostante la diffusione dell'atletica lo sport più popolare è il calcio. Ci sono molte squadre di calcio, conosciute a livello locale e regionale ma non sul piano continentale africano; il calcio locale è controllato dalla Federazione calcistica di Gibuti. Attuale capocannoniere della Nazionale di calcio di Gibuti è Mahdi Houssein Mahabeh, con 6 reti. È praticato molto anche il basket.

## Ricorrenza nazionale
- 27 giugno: Commémoration de l'indépendance, celebra l'indipendenza dalla Francia nel 1977.